# Sign (Flow)
Sign è un brano musicale interpretato dal gruppo giapponese Flow, pubblicato il 13 gennaio 2010 come loro diciottesimo singolo.
Il brano ha riscosso un gran successo per essere stato utilizzato come sesta sigla di apertura degli episodi dal 129 al 153 dell'anime Naruto Shippuden.
Il singolo è arrivato alla quarta posizione della classifica Oricon dei singoli più venduti in Giappone, vendendo 20,818 copie.

## Tracce
CD singolo KSCL-1542
1. Sign
2. Nowhere ~Kimi ni Okuru Orera Nari no Ouenka~ (君に贈る俺らなりの応援歌)
3. Bring it on! -Reggaeton Mix-
4. Sign -NARUTO Opening Mix-
5. Sign -Instrumental-

Durata totale: 16:49

## Classifiche
| Classifica (2009) | Posizione massima |
| ----------------- | ----------------- |
| Giappone (Oricon) | 4                 |